# Hubera rumphii
Hubera rumphii är en kirimojaväxtart som först beskrevs av Carl Ludwig von Blume och August Wilhelm Eduard Theodor Henschel, och fick sitt nu gällande namn av Chaowasku. Hubera rumphii ingår i släktet Hubera och familjen kirimojaväxter. Inga underarter finns listade i Catalogue of Life.